# 국군간호사관학교
국군간호사관학교(國軍看護士官學校, 영어: Korea Armed Forces Nursing Academy, KAFNA)는 대한민국 국군의 간호장교 양성 기관이다. 대전광역시 유성구 자운대 내에 있다. 

## 설립 근거
- 국군간호사관학교 설치법[1]

## 연혁
1948년 민간 간호사를 선발해 단기교육 후 임관시킨 것과 육군군의학교 간호사관생도 과정을 모태로 하여 1951년에 육군병원 부설 간호학교로 창설되었다. 1967년 대구에서 육군간호학교가 창설되었으며 1970년에 국군간호학교로 개칭하였다. 1996년 대구에서 대전 자운대로 이전하여 현재에 이르고 있다.

## 존속 투쟁
국군간호사관학교는 1998년 IMF 경제위기 극복과 군 개혁의 일환으로 김대중 정부에 의해 폐교 결정이 난 이후 1999년 가을부터 신입생 모집이 중단되어 '국군간호사관학교 설치법'(법률 제4839호)에 의거 3년 연속 신입생을 받지 못하면 자동 폐교가 결정된 상태였다. 미국에서 이 소식을 접한 이상원 박사는 간호장교 출신 아내 김영신(26기)에게 선물한 사이트를 중심으로 '국군간호사관학교 폐교 반대 비상대책위원회'를 조직하고 폐교 반대투쟁을 대대적으로 전개하여 5개월간 온·오프라인 상에서 국민들에게 존속의 당위성을 인정 받았다,. 2001년 5월 31일, 자동 폐교 3개월을 앞두고 건국후 처음이자 마지막으로 국가가 집행한 행정행위를 뒤집고, 새천년 민주당 이해찬 정책위 의장과 한명숙 여성부 장관과의 당정협의회를 통해 존속을 결정하였다,,,. 이 사건을 계기로 대한민국 여성장교단의 숙원인 여성장군을 배출하기 시작하였고, 비례대표 국회의원 후보에 대한 홀짝수 남녀동수 배정을 이끌어 내어 대한민국에 여성 정치력 향상의 결정적 발판을 만들었다. 2009년 국군간호사관학교 총동문회는 이 공로를 기려 이상원 박사를 명예동문에 위촉하였다.

## 개설 학과
4년 동안 전공 간호학, 군진간호학, 훈육, 교양(체육, 영어, 전산)·교직학, 군사학 등을 이수해야 하는 단일과정으로, 정원의 10%는 교직과정 이수도 가능하다.

## 생도 모집
국방부는 2011년 6월 9일부터 ‘2012년부터 국군간호사관학교에 남자 사관생도 모집’을 주요내용으로 하는‘국군간호사관학교 설치법 시행령’일부개정안을 시행하기로 했다. 이로써 여자들만 입학이 가능했던 간호사관학교가 56기 입학생부터 남자 사관생도를 모집하고 이들을 간호장교로 활용할 수 있게 됐다. 2016년 7명의 남자 사관생도가 임관하였다.

## 같이 보기
- 대한민국 국군
- 대한민국 국방부
- 육군사관학교(KMA)
- 육군3사관학교(KAAY)
- 해군사관학교(KNA)
- 공군사관학교(AFA)
- 자운대
- 한국보건의료인국가시험원(국시원)